# Präsidentschaftswahlen in Nigeria 2007

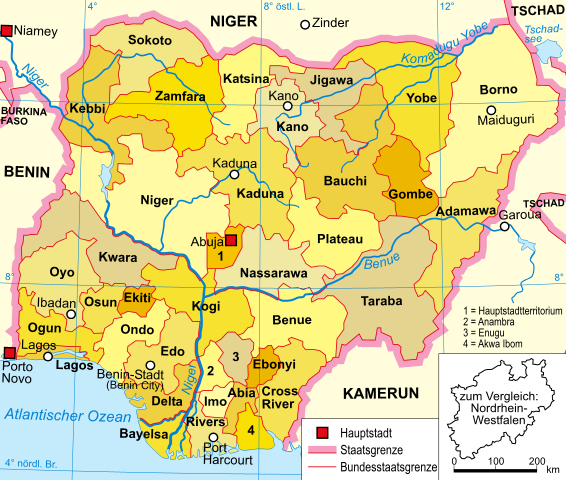
Karte von Nigeria

Die Präsidentschaftswahlen in Nigeria 2007 fanden am 21. April 2007 statt. Auf nationaler Ebene wurden dabei der Präsident und der Vizepräsident gewählt, zeitgleich auch die Mitglieder des Repräsentantenhauses und des Senats. Am 14. April wurden zudem die Parlamente und Gouverneure der 36 Bundesstaaten gewählt. Für das Amt des Präsidenten, der für eine Amtszeit von vier Jahren regiert, kandidierten nach offiziellen Angaben 24 Politiker. Umaru Yar’Adua ging mit 70 % der Stimmen als Sieger aus den Präsidentschaftswahlen hervor und trat sein Amt am 29. Mai 2007 an.
Olusegun Obasanjo, der vorherige, bei den Wahlen in Nigeria 2003 in seinem Amt bestätigte Präsident Nigerias, durfte nach zwei Amtszeiten nicht mehr antreten. Sein Versuch, durch eine Verfassungsänderung ein drittes Mal anzutreten, scheiterte vor dem Senat.

## Einschätzung der demokratischen Standards
Für die ordnungsgemäße Durchführung der Wahlen war die Independent National Election Commission (INEC) verantwortlich. In 120.000 Wahlstationen sollten 500.000 Wahllokale zur Verfügung stehen. Um zu verhindern, dass der Präsident nur eine Region oder Ethnie vertritt, legt die Verfassung fest, dass er in mindestens 24 der 36 Bundesstaaten die Mehrheit und in den restlichen Bundesstaaten mindestens 25 % der Stimmen erringen muss. Eine Vielzahl von Betrugsvorwürfen begleitete die Wahl, es kam zu Überfällen auf Wahlstationen, Entführungen von Wahlhelfern und Pannen wie fehlenden Stimmzetteln. Die EU hatte eine 150 Mitglieder starke Gruppe von Wahlbeobachtern entsandt, deren Leiter zu folgendem Schluss kam: „Die Wahlen erfüllen die Hoffnungen und Erwartungen des nigerianischen Volkes nicht und genügen grundlegenden internationalen Maßstäben nicht. Ich bin sehr enttäuscht. Der Prozess kann nicht als glaubwürdig bezeichnet werden“.

## Präsidentschaftskandidaten
Die Präsidentschaftskandidaten der Parteien wurden im Dezember 2006 bekanntgegeben. Die People’s Democratic Party (PDP), die seit den letzten Wahlen stärkste Partei, wählte Umaru Yar’Adua, den Gouverneur des vorwiegend muslimischen Bundesstaates Katsina, zu ihrem Kandidaten. Sein Vizekandidat (der sog. running mate, der für das Amt des Vizepräsidenten kandidiert) ist Goodluck Jonathan. Da dieser der Gouverneur des im christlichen Nigerdelta liegenden Bundesstaates Bayelsa ist, vertreten die beiden Kandidaten sowohl den Norden als auch den Süden.
Die Kandidatur Atiku Abubakars von der Oppositionspartei Action Congress (AC) wurde von der Wahlkommission wegen Korruptionsvorwürfen seitens der Economic and Financial Crimes Commission für ungültig erklärt. Abubakar war nach Streitigkeiten aus der PDP ausgeschlossen und von seinem Amt als Vizepräsident suspendiert worden. Er focht seinen Ausschluss vor dem obersten Bundesgericht an, das am 3. April die Entscheidung der Wahlkommission bestätigte. Eine Woche vor der Wahl wurde er dann jedoch von der Wahlkommission doch wieder zur Wahl zugelassen.
Für die All Nigeria People’s Party kandidierte Muhammadu Buhari, der bereits nach einem Militärputsch von 1983 bis 1985 Staatspräsident war und von mehr als 6000 Delegierten ohne Wahl aufgestellt wurde. Eine weitere Oppositionspartei, die Alliance for Democracy (AD), hatte ursprünglich den 79 Jahre alten Adebayo Adefarati zum Präsidentschaftskandidaten bestimmt, der jedoch am 21. März 2007 verstarb. Die Wahlkommission erlaubte es der AD, mit einem neuen Kandidaten anzutreten.
| Kandidat                    | Vizekandidat                   | Partei                            | Stimmen    | %     |
| --------------------------- | ------------------------------ | --------------------------------- | ---------- | ----- |
| Umaru Yar’Adua              | Goodluck Jonathan              | Peoples Democratic Party (PDP)    | 24,638,063 | 69.82 |
| Muhammadu Buhari            | Edwin Ume-Ezeoke               | All Nigeria People’s Party (ANPP) | 6,605,299  | 18.72 |
| Atiku Abubakar              |                                | Action Congress (AC)              | 2,637,848  | 7.47  |
| Orji Uzor Kalu              | Inuwa Abdulkadir               | Progressive Peoples Alliance      | 608,803    | 1.73  |
| Attahiru Bafarawa           | Ebere Udeogu                   | Democratic Peoples Party (DPP)    | 289,324    | 0.82  |
| Chukwuemeka Odimegwu Ojukwu | Habib Ibrahim Gajo             | All Progressives Grand Alliance   | 155,947    | 0.44  |
| Pere Ajuwa                  | Mahmud Danjuma Sani            | Alliance for Democracy (AD)       | 89,241     | 0.25  |
| Chris Okotie                | Fela Akinola Binutu            | Fresh Democratic Party            | 74,049     | 0.21  |
| Patrick Utomi               | Ibrahim Usman                  | African Democratic Congress (ADC) | 50,849     | 0.14  |
| Ambrose Owuru               | Ibrahim Danjuma                | Hope Democratic Party             | 28,519     | 0.08  |
| Emmanuel Okereke            |                                | African Liberation Party (ALP)    | 22,677     | 0.06  |
| Lawrence Adedoyin           | Ali Abacha                     | African Political System (APS)    | 22,409     | 0.06  |
| Habu Fari                   | Prince Chudi Charles Chukwuani | National Democratic Party         | 21,934     | 0.06  |
| Maxi Okwu                   | Hajiya Rabia Yasat Affah       | Citizens Popular Party (CPP)      | 14,027     | 0.04  |
| Bartholomew Nnaji           | Adamu Musa                     | Better Nigeria Party              | 11,705     | 0.03  |
| Emmanuel Obayuwana          | Yunusa S. Tanko                | National Conscience Party         | 8,229      | 0.02  |
| Olapade Agoro               | Eghenayheore Dele Ayie         | National Action Council           | 5,752      | 0.02  |
| Mojisola Obasanjo           |                                | Nigerian Masses Movement          | 4,309      | 0.01  |

## Resultate

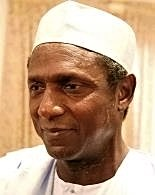
Erklärter Sieger einer zweifelhaften Wahl: Umaru Yar’Adua

Am 23. April wurden die Resultate bekanntgegeben, denen zufolge Umaru Yar’Adua mit 24,6 Millionen oder etwa 70 % der Stimmen die Präsidentschaftswahlen gewonnen hat. Muhammadu Buhari kam auf 6,2 Mio. Stimmen, Atiku Abubakar auf 2,6 Mio.; die übrigen Kandidaten waren praktisch bedeutungslos. Die Wahlbeteiligung lag bei etwa der Hälfte der Wahlberechtigten.